# 34th Street-Hudson Yards
34th Street-Hudson Yards è una fermata della metropolitana di New York situata sulla linea IRT Flushing. Nel 2019 è stata utilizzata da 6 108 384 passeggeri. È servita dalla linea 7, attiva 24 ore su 24. Durante l'ora di punta del mattino in direzione Manhattan e l'ora di punta del pomeriggio in direzione Queens fermano anche le corse espresse della linea 7.

## Storia
La stazione venne realizzata come parte del progetto per estendere la linea IRT Flushing verso Hudson Yards, denominato 7 Subway Extension. I lavori di costruzione ebbero inizio nel dicembre 2007. Dopo una serie di rinvii, la stazione fu aperta al pubblico il 13 settembre 2015.

## Strutture e impianti
La stazione è sotterranea, ha due binari e una banchina ad isola lunga 178 metri e larga 11. La stazione dispone di due ingressi, uno affaccia su Hudson Boulevard nel tratto compreso tra 34th Street e 33rd Street e ha due scale, quattro scale mobili e un ascensore, l'altro è localizzato vicino all'incrocio con 35th Street e ha una scala e tre scale mobili. Ognuno dei due ingressi è dotato di un mezzanino superficiale, posto 8,4 metri sotto il livello del suolo, dove si trovano i tornelli, le biglietterie automatizzate e i servizi igienici. I due mezzanini superficiali sono poi collegati, attraverso nove scale mobili e due ascensori inclinati, a un unico e più ampio mezzanino inferiore posto ad una profondità di 33 metri, dove si trovano otto scale e un ascensore che portano alla banchina.

## Servizi
La stazione è accessibile alle persone con disabilità motoria.
- Biglietteria automatica
- Servizi igienici
- Ufficio informazioni

## Interscambi
La stazione è servita da alcune autolinee gestite da NYCT Bus.
- Fermata autobus